# Zoltán Béres
Zoltán Béres est un boxeur hongrois né le 11 janvier 1968 à Nyírbátor.

## Carrière
Il participe aux Jeux olympiques de Barcelone en 1992 dans la catégorie des poids mi-lourds et remporte la médaille de bronze.

### Parcours auxJeux olympiques
Jeux olympiques d'été de 1992 à Barcelone (poids mi-lourds) :
- Bat Paolo Mwaselle (Tanzanie) 30-13
- Bat Mohammad Asghar (Pakistan) par arrêt de l'arbitre au 1er round
- Bat Roland Raforme (Seychelles) 11-3
- Perd contre Rostislav Zaoulichniy (CEI) 4-11

## Référence
1. ↑  (en) Résultats des Jeux olympiques 1992 (amateur-boxing.strefa.pl)